# New blood
New Blood es el quinto álbum de la banda de jazz rock norteamericana, Blood, Sweat & Tears. Se publicó, en formato LP, por Columbia Records (CBS en España) en octubre de 1972.

## Historial
Como consecuencia de diversos cambios que tuvieron lugar en la banda, principalmente la baja del cantante David Clayton-Thomas, el grupo no entró nuevamente en un estudio hasta finales de 1972. Cuando la banda se rehízo, después del paso por la misma de músicos como Joe Henderson y Bobby Doyle, durante las giras, se realizó esta grabación en Nueva York. La voz solista la tomó Jerry Fisher, el saxo Lou Marini (procedente de la big band de Woody Herman) y los teclados, Larry Willis, que ya había publicado discos de jazz a su nombre. Además, se añadió como segundo guitarrista, el sueco Georg Wadenius.
La producción quedó en manos de Bobby Colomby, auxiliado por Bill Schnee y Joel Sill en algunos temas. El sonido estuvo dirigido por Tim Geelan, con Lou Waxman como técnico. La portada fue obra de Bob Schulenberg, basada en un dibujo de un pavo real, obra de Dean Torrence.
El nuevo disco, y los directos de presentación, entusiasmaron a la crítica más jazzística, aunque no tuvieron tan buena acogida desde la perspectiva rock, y sus ventas fueron inferiores a los discos anteriores, alcanzando solamente el n.º 32 del Billboard 200, aunque tuvo bastante repercusión en otros países, logrando en Suecia, patria de Wadenius, el #3 en la lista de álbumes. El sencillo, So long Dixie, se situó en el puesto 44 de los charts.

## Listado de temas

### Cara A
- 01. Down in the flood  (Dylan)  4:18
- 02. Touch me  (Randazzo-Pike)  3:32
- 03. Alone  (Marini)  5:26
- 04. Velvet  (Kent)  3:28
- 05. I can't move no mountains  (Gately-John)  2:55

### Cara B
- 01. Over the hill  (Bargeron)  4:17
- 02. So long Dixie  (Man-Weil)  4:27
- 03. Snow queen  (King-Goffin)  11:40
- 04. Maiden Voyage  (Hancock)

En estas mismas sesiones, se grabó un tema de Bill Evans, Time remembered, que finalmente no fue incluido en el disco. Este tema se publicó en un recopilatorio de 1995, denominado What goes up! - The best of Blood, Sweat & Tears.

## Músicos
- Lew Soloff y Chuck Winfield - trompeta, fliscorno.
- Dave Bargeron - trombón, tuba, trompa.
- Lou Marini - saxo soprano, saxo tenor, flauta.
- Larry Willis - piano, piano eléctrico, órgano.
- Steve Katz - guitarra, armónica, cantante.
- Georg Wadenius - guitarra, coros.
- Jim Fielder - bajo
- Bobby Colomby - batería, percusión.
- Jerry Fisher - cantante

Además, también participó Bobby Doyle (piano).